# Bombus pascuorum
Bourdon des champs
Espèce

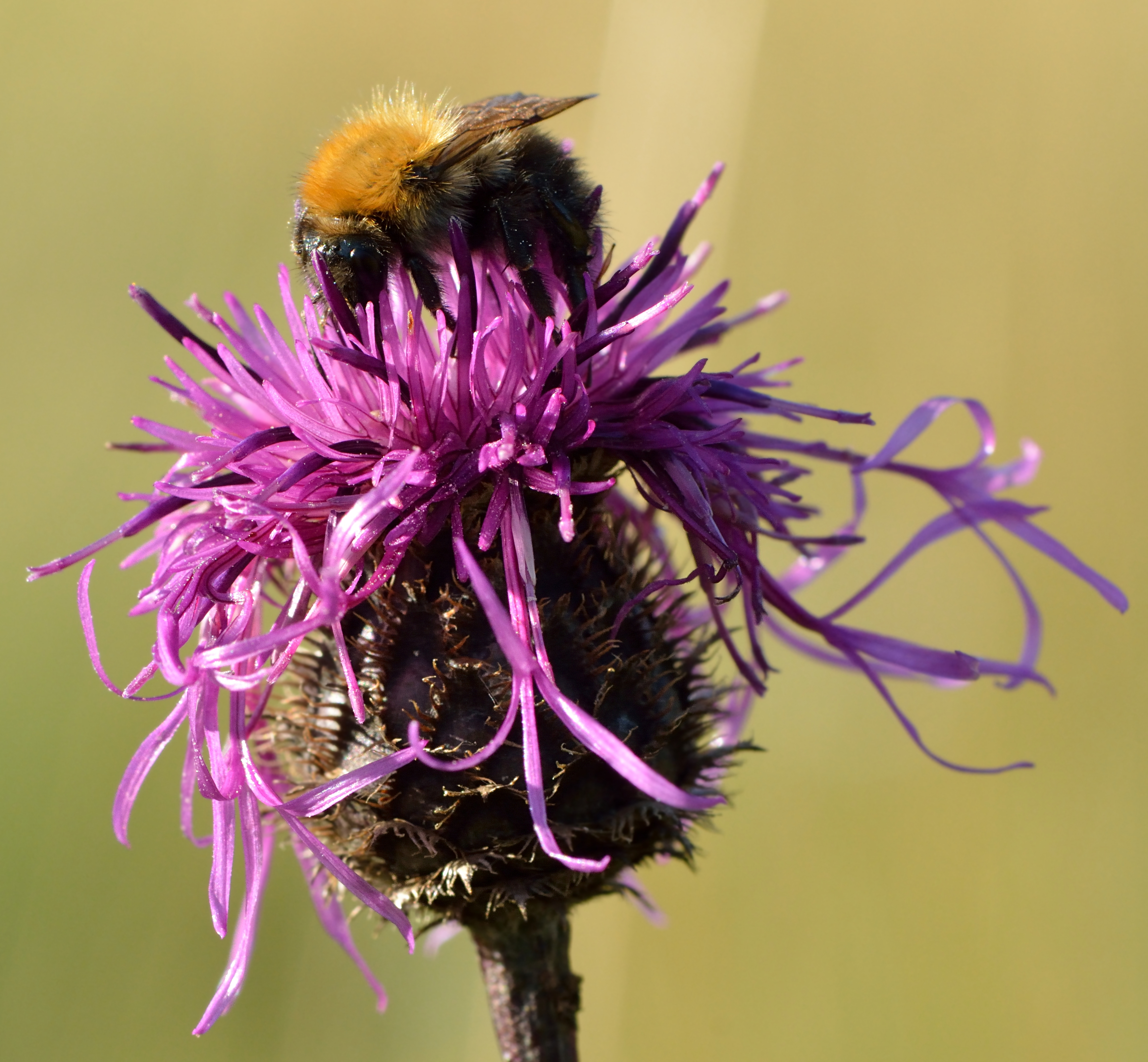
Bombus pascuorum
sur Centaurea scabiosa.

Bombus pascuorum
sur Lavandula angustifolia.

Bombus pascuorum, le bourdon des champs, est une espèce d'insectes hyménoptères de la famille des Apidae, du genre Bombus et du sous-genre Thoracobombus.

## Description
- Espèce jaune orangé sur le dessus du thorax, gris foncé sur les 4 premiers segments abdominaux puis pilosité jaune orangé des 2 derniers segments de l'abdomen. Pelage ébouriffé et peu serré.
- Taille :
  - reine 15 à 18 mm
  - ouvrière 9 à 15 mm
  - mâle 12 à 14 mm
- Espèce à langue très longue.

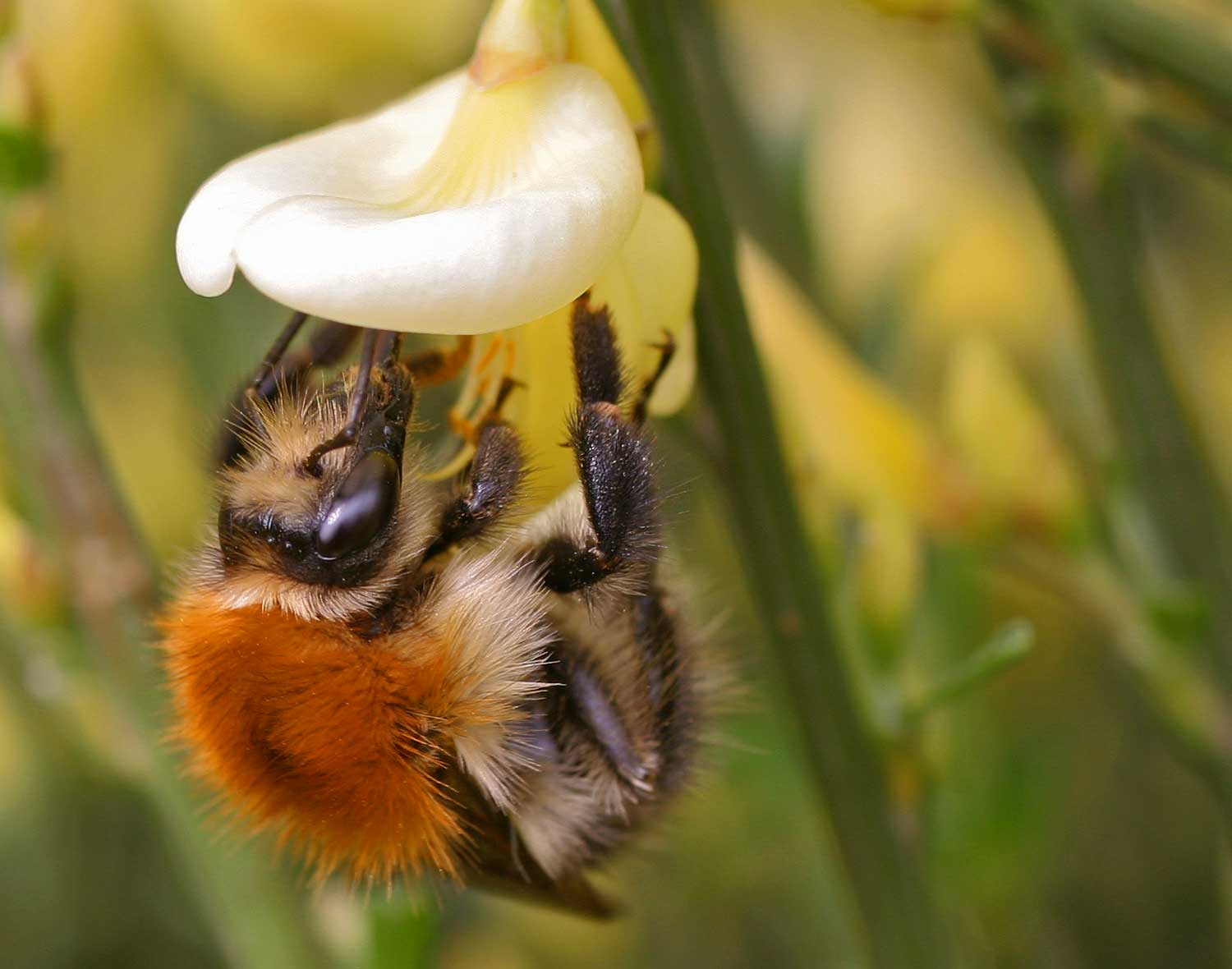
Bombus pascuorum butinant
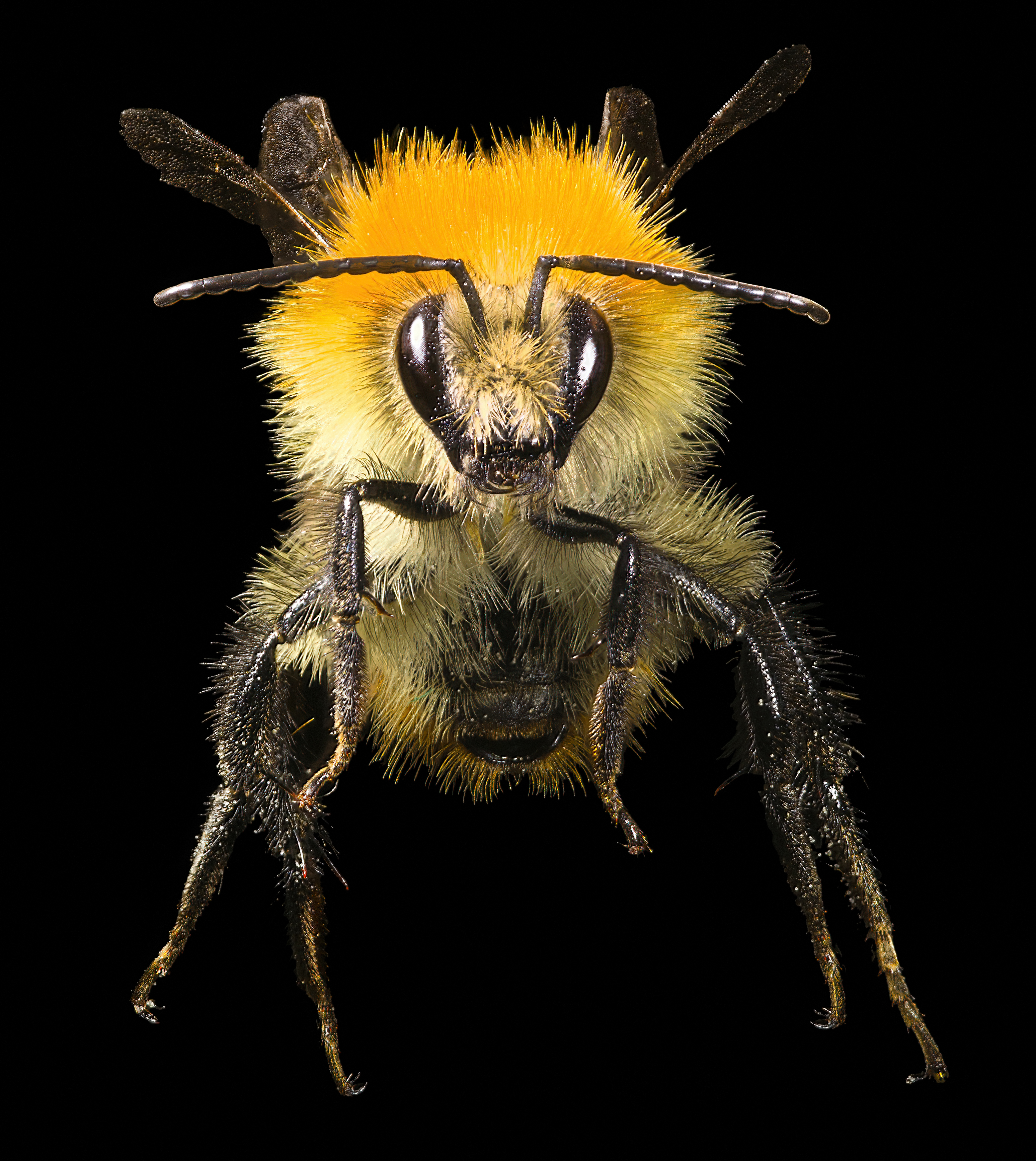
Bombus pascuorum vu de face
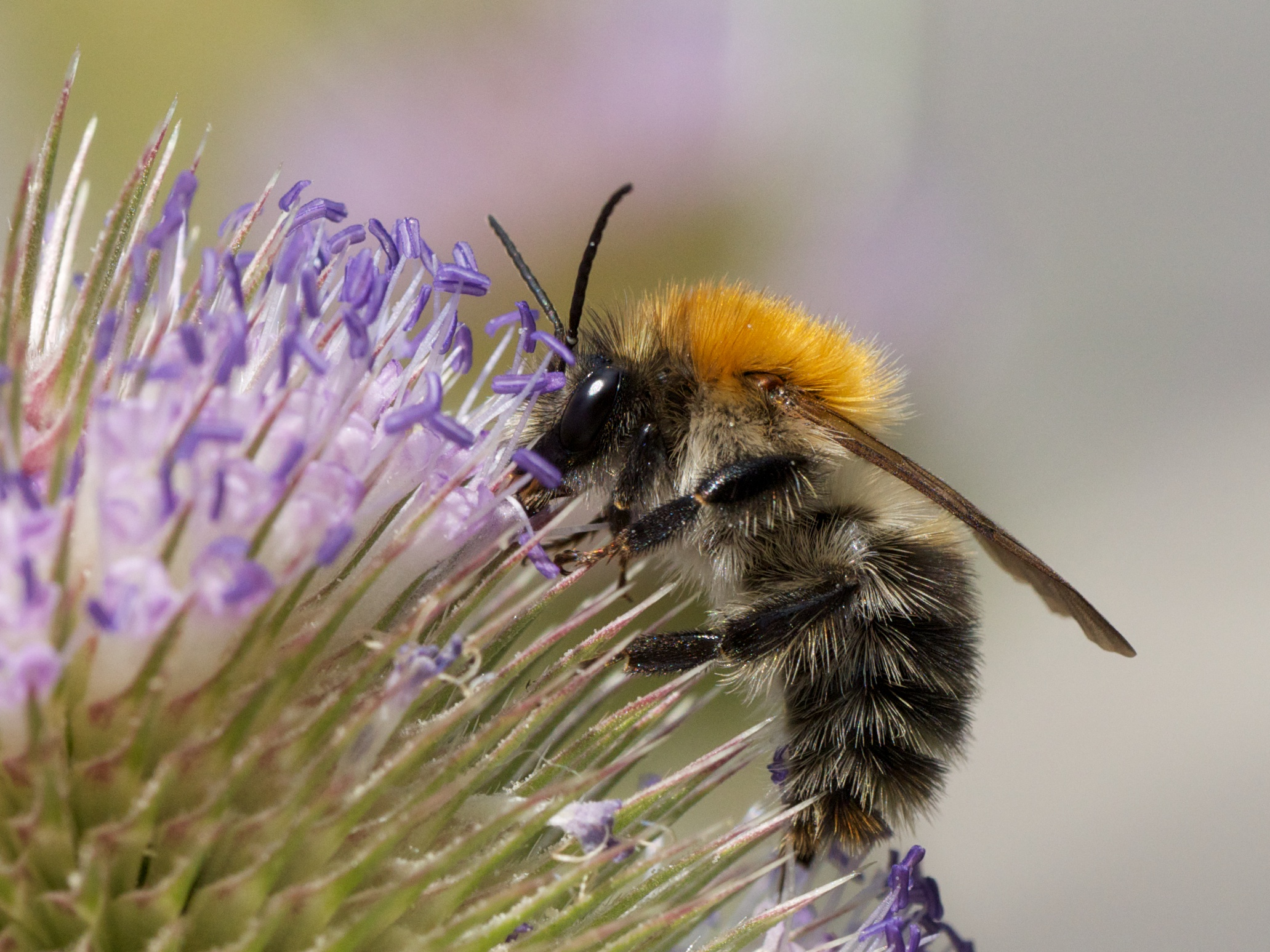
Bombus pascuorum
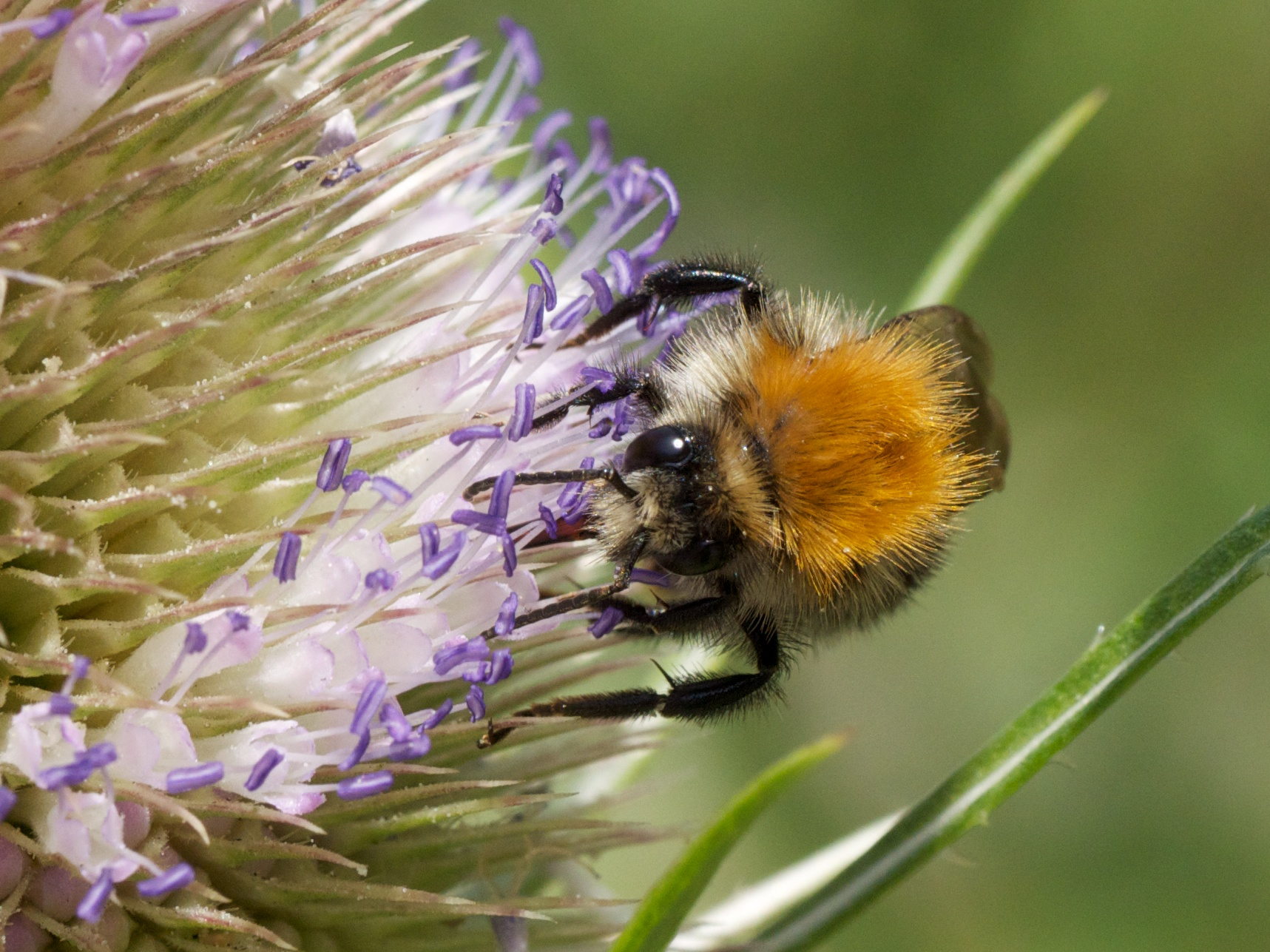
Bombus pascuorum vu de face

### Habitat
Milieux à végétation assez basse et lisières. La colonie niche dans les cavités du sol, sous du bois mort ou de grosses touffes d'herbe ; souvent rencontrée dans des nids d'oiseaux (nichoirs pour mésanges).

### Distribution
Espèce commune dans toute l'Europe. On la trouve approximativement d'avril à octobre, c'est un des derniers bourdons à disparaître en automne.

### Mœurs
Le pollen est stocké dans des poches accolées aux cellules de couvain.
Au début de la saison, la reine engendre des ouvrières impropres à la reproduction. Celles-ci vont l'aider à agrandir le nid et à nourrir d'autres larves. Des mâles et des femelles complètement développées naissent à partir de juillet-août. Les colonies atteignent alors 130 à 150 individus. La vieille reine meurt en septembre-octobre et la colonie périclite. Seules quelques jeunes reines, fécondées, hivernent et refondent de nouvelles colonies au printemps.

## Systématique
L'espèce Bombus pascuorum a été décrite par l’entomologiste autrichien Giovanni Antonio Scopoli en 1763, sous le nom initial d'Apis pascuorum.

### Synonymie
- Apis pascuorum Scopoli, 1763 protonyme
- Apis senilis Fabricius, 1775
- Apis agrorum Fabricius, 1787
- Bombus thoracicus Spinola, 1806
- Bombus arcticus Dahlbom, 1832
- Bombus cognatus Stephens, 1846
- Bombus smithianus White, 1851